# Kashmir (Lied)
Kashmir ist ein Song der englischen Rockband Led Zeppelin und erschien im Jahr 1975 auf ihrem Album Physical Graffiti. Es belegt Platz 141 der Rolling Stone’s 500 Greatest Songs of All Time.

## Allgemeines
Kashmir ist einer der bekanntesten Songs von Led Zeppelin. Alle vier Bandmitglieder haben erwähnt, dass das Lied bis heute eine ihrer größten musikalischen Leistungen sei. John Paul Jones sagte, es zeige alle Elemente, die den Led-Zeppelin-Sound ausmachen, während Robert Plant Kashmir als seinen Lieblingssong der Band benannte. In einem Interview mit dem Rolling Stone von 1998 bezeichnete er Kashmir als „den definitiven Led-Zeppelin-Song“. Als der Bassist und Keyboarder John Paul Jones zu einer Aufnahme-Session zu spät kam, nutzte Jimmy Page die Zeit, zusammen mit dem Schlagzeuger John Bonham am Riff zu arbeiten. Die zwei nahmen den Song als Demo erstmals Ende des Jahres 1973 auf. Robert Plant fügte wenig später den Gesangspart hinzu, und 1974 spielte Jones die Keyboards ein.

Robert Plant sagte dazu: 

„Es war ein tolles Musikstück, es zu schreiben, und eine unglaubliche Herausforderung für mich. ... Es war eine schwierige Aufgabe, denn ich konnte es nicht singen. Es war als wäre das Lied größer als ich. Es ist wahr: Ich war wie versteinert. Es war schmerzhaft; ich war den Tränen nahe.“

## Musikalische Details
Das Lied verwendet in der Strophe eine ungewöhnliche Polymetrik: Während sich Gitarre, Streicher, Bass und Gesang in einer Drei-Viertel-Metrik bewegen, spielt das Schlagzeug einen Vier-Viertel-Takt.
Die Gitarre wurde in einer alternativen Saiten-Stimmung gespielt, nämlich im DADGAD bzw. Open Dsus4. „Driving to Kashmir“, so der Arbeitstitel des Stücks, bekam seinen Text 1973 von Sänger Robert Plant, während er in Marokko auf dem Weg von Guelmim nach Tan-Tan in der Sahara war. Da der Song länger als acht Minuten (8:37) ist, wurde er von Radiostationen nicht oft gespielt.

## Rezeption
- Es gibt zahlreiche Cover-Versionen anderer Interpreten[3][4]
- Genesis ließen sich 1976 bei ihrem Titel Squonk auf A Trick of the Tail von Kashmir (sowie von When the Levee Breaks) inspirieren.[5]
- Das dominierende Riff des Songs wurde unter anderem 1998 von Puff Daddy als Grundlage seines Songs Come with Me verwendet; eingespielt wurde es dabei von Jimmy Page und Tom Morello. Mit seiner Band Rage Against the Machine verwendete Morello das Riff auch im Song Wake Up, der auch Bestandteil des Soundtracks des Films Matrix ist.
- Raab in Gefahr
- Darüber hinaus wird das Riff des Songs im Stadion des französischen Fußballclubs Olympique Marseille nach jedem Tor gespielt.[6]

## Kommerzieller Erfolg

### Chartplatzierungen
| ChartsChartplatzierungen     | Höchstplatzierung | Wochen |
| ---------------------------- | ----------------- | ------ |
| Schweiz (IFPI)               | 64 (3 Wo.)        | 3      |
| Vereinigtes Königreich (OCC) | 80 (3 Wo.)        | 3      |

### Auszeichnungen für Musikverkäufe
| Land/Region                  | Auszeichnungen für Musikverkäufe (Land/Region, Auszeichnung, Verkäufe) | Verkäufe |
| ---------------------------- | ---------------------------------------------------------------------- | -------- |
| Neuseeland (RMNZ)            | Platin                                                                 | 30.000   |
| Vereinigtes Königreich (BPI) | Silber                                                                 | 200.000  |
| Insgesamt                    | 1× Silber · 1× Platin ·                                                | 230.000  |

Hauptartikel: Led Zeppelin/Auszeichnungen für Musikverkäufe